# Ferrocarril Trans-Baikal

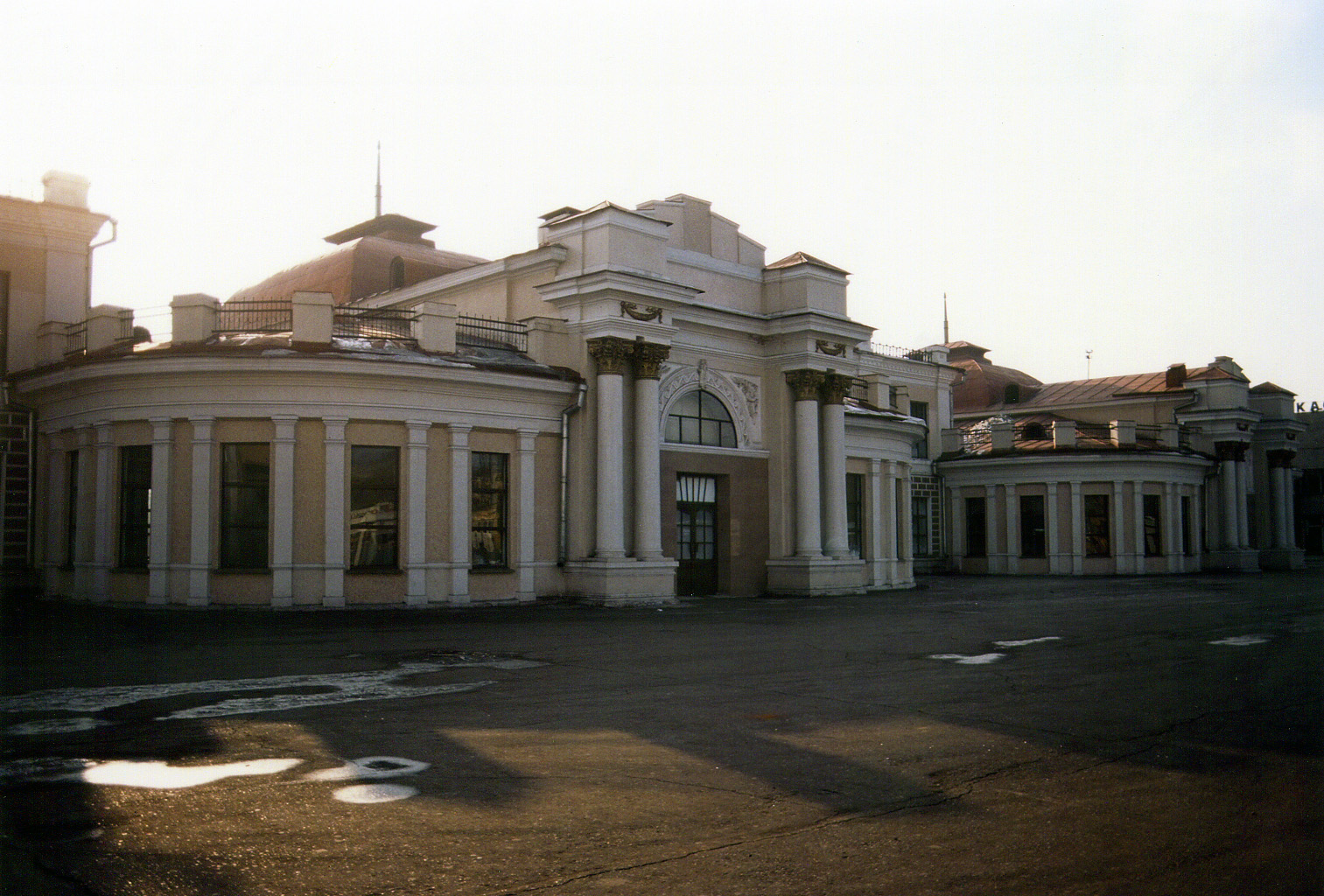
Estación de Chitá

El ferrocarril Trans-Baikal (Забайкальская железная дорога en ruso, transl.: Zabaykálskaya Zheléznaya Doroga) es la red subsidiaria de Ferrocarriles Rusos que ofrece servicio ferroviario a las regiones de Zabaikalie y Amur. La empresa tiene su sede en Chitá, krai de Zabaikalie.
Su extensión es de 3.336,10 km.
La línea principal fue construida en 1895 y pasó a formar parte del Transiberiano en 1905. Por el oeste enlaza con el ferrocarril del Baikal, el cual atraviesa la orilla del lago homónimo, y por el este con el Transmanchuriano. 
Entre 1936 y 1943 los trenes llevaron el nombre del primer vicepresidente soviético Viacheslav Mólotov. A partir de 1959 pasó a integrar la red del ferrocarril del Amur.